# Cendrillon ou la Pantoufle mystérieuse
Pour les articles homonymes, voir Cendrillon (homonymie).
Pour plus de détails, voir Fiche technique et Distribution.
Cendrillon ou la Pantoufle mystérieuse est un film français réalisé par Georges Méliès, sorti en 1912.
Il constitue la seconde adaptation du conte de Charles Perrault par le cinéaste après Cendrillon, tourné en 1899.

## Synopsis
Le film reprend l'essentiel de l'histoire de Cendrillon dans sa version du conte de Perrault d'une manière beaucoup plus étoffée que lors du premier film à la fois quantitativement, puisqu'il dure beaucoup plus longtemps, mais également qualitativement, les techniques ayant entre-temps considérablement évolué.

## Fiche technique
- Titre : Cendrillon ou la Pantoufle mystérieuse
- Réalisation : Georges Méliès
- Scénario : Georges Méliès, d'après le conte de Charles Perrault
- Production : Charles Pathé
- Société de production : Star Film et Pathé Frères
- Pays d'origine : France
- Format : Muet - Noir et blanc
- Durée : 24 minutes
- Dates de sortie : 
  -  France : novembre 1912
  -  Royaume-Uni : 23 novembre 1912

## Distribution
- Louise Lagrange : Cendrillon
- Jacques Feyder : le Prince
- Marthe Vinot